# Loriot masqué
Oriolus larvatus
Espèce
Statut de conservation UICN

 LC  : Préoccupation mineure
Le Loriot masqué (Oriolus larvatus) est une espèce d'oiseaux africains de la famille des Oriolidae.
Il a une apparence très frappante avec un corps de couleur jaune vif contrastant avec une tête noire et un bec couleur chair.
Il se reproduit dans une grande partie de l'Afrique subsaharienne depuis le Soudan et l'Éthiopie au nord jusqu'à l'Afrique du Sud au sud.
Il habite les forêts tropicales sèches, en particulier d'acacias, les bois de feuillus et les zones arbustives denses, où on l'entend plus souvent qu'on ne le voit malgré l'éclat de son plumage.
La voix est un gazouillis clair, accompagné d'imitations et de sifflets.
Il forage dans la canopée, se nourrissant de petits fruits ainsi que de gros insectes. Les jeunes sont nourris principalement de chenilles.